# 300-річчя дому Романових

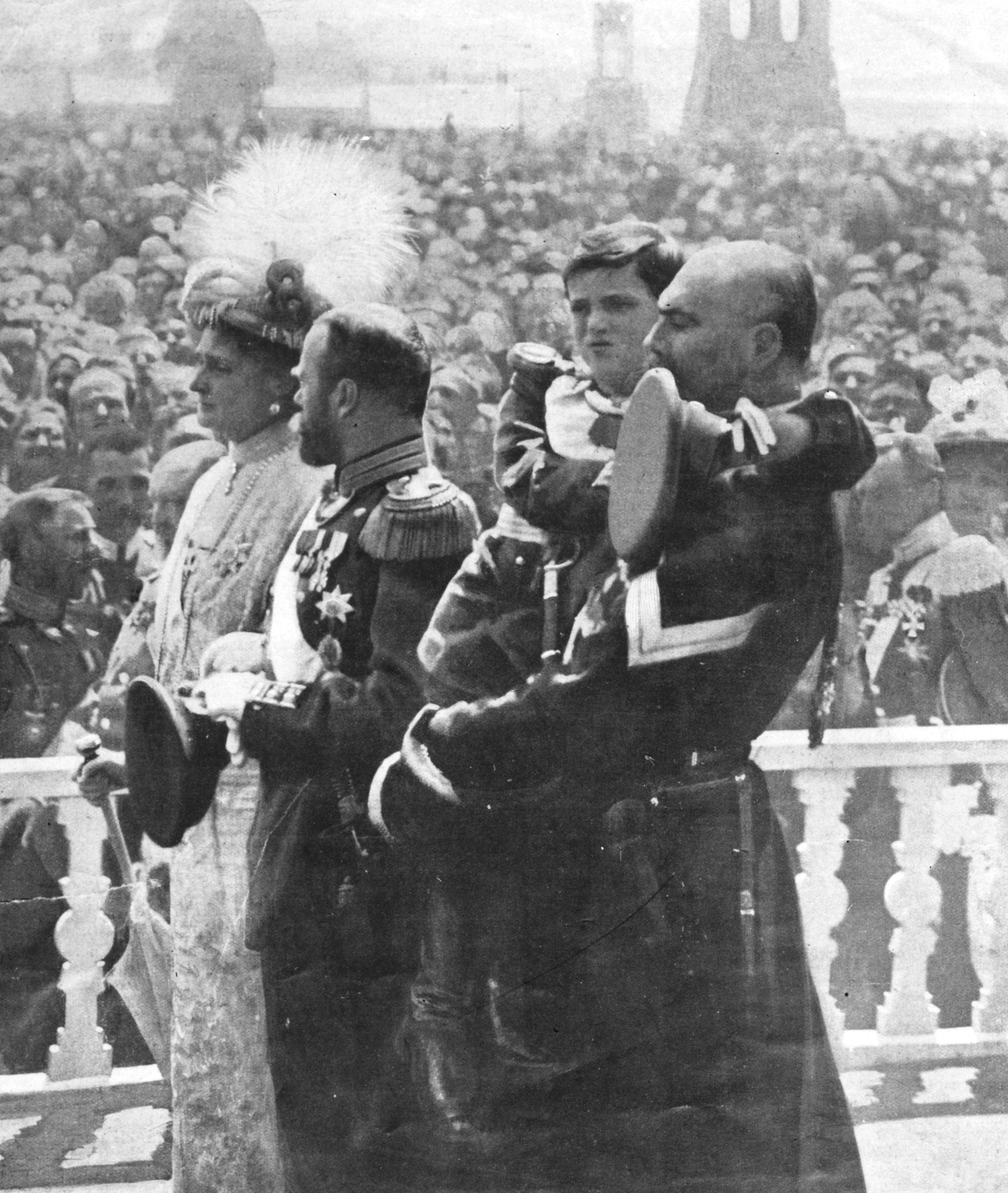
Цар Микола II і цариця Олександра під час святкування 300-річчя в Москві. Царевича Олексія несе козак після знепритомнення через гемофілію.

Трьохсторіччя Дому Романових — загально-державне свято, що відзначалося в Російській імперії з лютого 1913 року на честь правлячого дому Романових. Після грандіозної демонстрації багатства та влади в Санкт-Петербурзі та тижня прийомів у Зимовому палаці імператорська родина в травні вирушила в подорож, маршрутом Михайла I Романова після його обрання царем на Земському соборі 1613 року. Своєрідне паломництво містами давньої Московії, пов'язаними з династією Романових, у травні.
Це було описано як «феєрія видовищ» і величезна пропагандистська вправа; але серед його головних цілей було викликати повагу та народну підтримку принципу самодержавства, а також переосмислення минулого, переказ епосу про «народного царя», щоб надати монархії історичну легітимність і образ непорушності в цей неспокійний час, коли її право на правління оскаржувалося новою російською демократією, відступ «до минулого, сподіваючись, що це врятує їх від майбутнього». Протягом усього ювілею лейтмотивом був культ Московії XVII століття з її патримоніалізмом (коли цар володів Росією як приватною вотчиною), особистим правлінням коли цар вважався як представником Бога на землі та концепцією містичного союз між «царем-батюшкою» та його православними підданими, які його шанували та обожнювали. У святкуваннях символи царя були в центрі, а всі символи держави відсунуті далеко на другий план.

## Історія

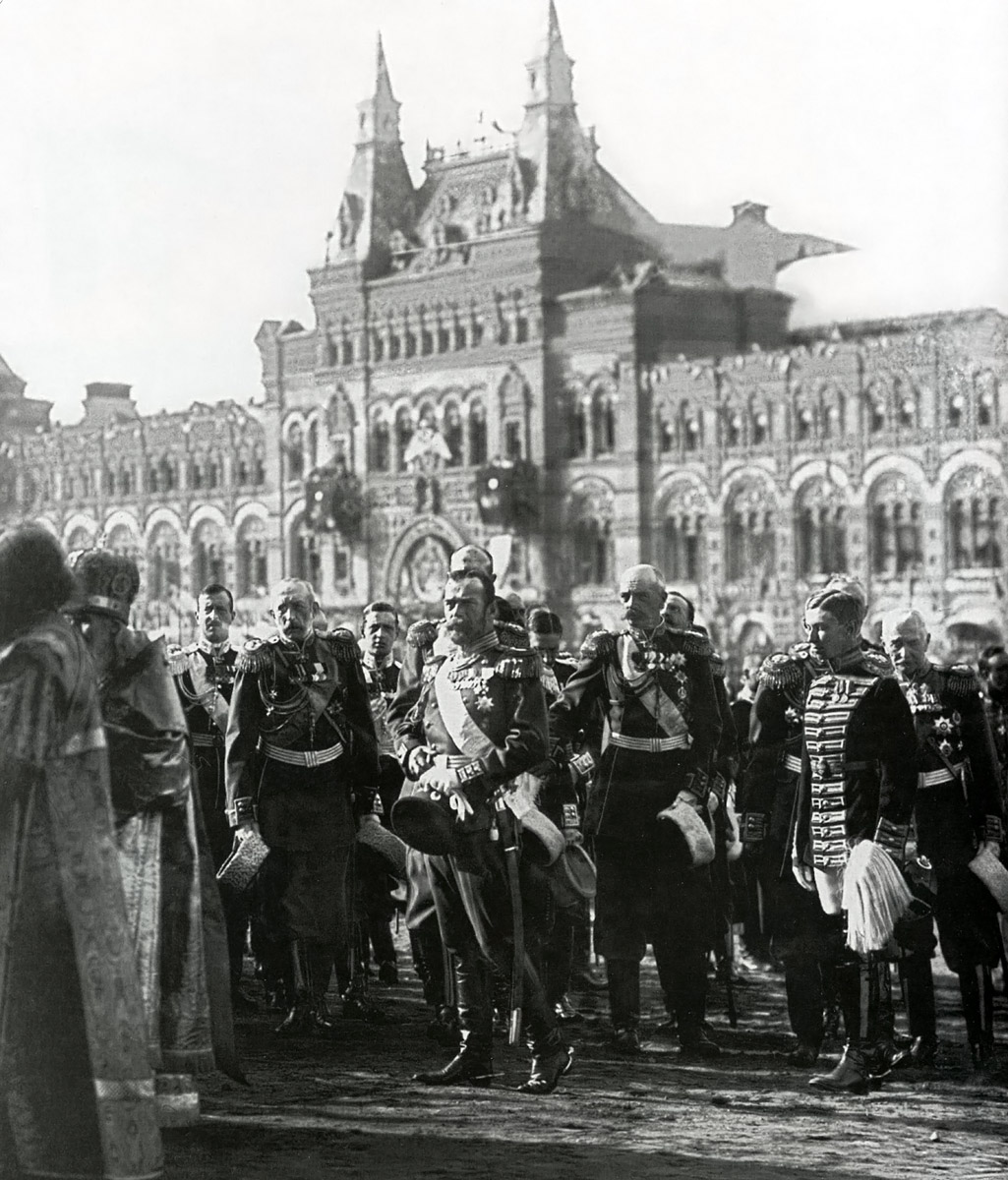
Микола II на Красній площі під час святкування 300-річчя

Трьохсторіччя відбулося дощовим лютневим ранком в столиці імперії Санкт-Петербурзі . Ця подія була на вустах у всіх протягом кількох тижнів перед самою датою, і в столичних гранд готелях зібралися високопоставлені особи: князі з Балтії та Польщі, первосвященики з Вірменії та Грузії на Кавказі, а також мулли та вожді племен із Центральної Азії поряд з ханом Хіви та еміром Бухари . Крім того, була велика група відвідувачів з провінції та робітників, залишаючи звичайних добре одягнених перехожих Зимового палацу в меншості Місто вирувало від цих відвідувачів, а на Невському проспекті утворилися найгірші в історії затори через скупчення автомобілів, карет і трамваїв . Самі вулиці були прикрашені імператорськими кольорами синього, червоного та білого, статуї прикрашені стрічками та гірляндами, а на фасадах банків висіли портрети роду царів аж до засновника династії Романових Михайла. Над трамвайними коліями висіли світлові ланцюги з написом «Боже, Царя храни» або був зображений двоголовий орел Романових, під яким написано «1613–1913». Для багатьох відвідувачів провінції це був їхній перший погляд на електричне світло, й через це вони стояли в подиві від "колон, арок та відблисків світла.

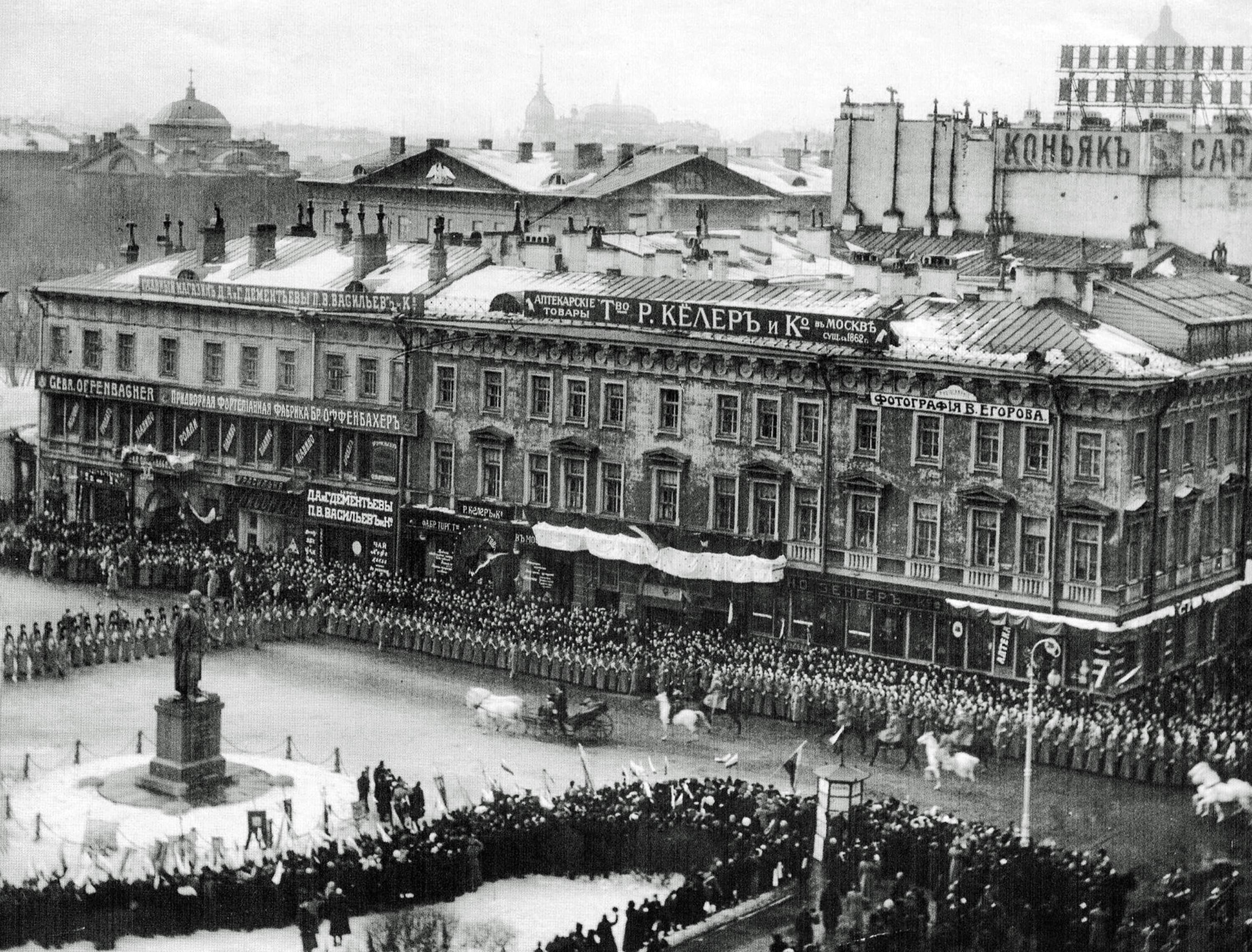
Святкування 300-річчя династії Романових. Будинок Казанського собору. Фото Карла Булли

Ритуали розпочалися в Казанському соборі, біля якого стояв білий павільйон, наповнений бромелією, ладаном і пальмами, де з самого ранку збирався величезний натовп з іконами, хрестами та хоругвами. В середині собору був правлячий клас Росії: великі князі та князі, маршалами дворянства, членами двору, членами уряду, включаючи міністрів, сенаторів і державних радників, а також депутати Думи, вищі державні службовці, військові керівники, такі як генерали та адмірали, а також губернські губернатори, міські голови, земські діячі. Патріарх Антіохійський, який спеціально прибув з Греції, разом із трьома російськими митрополитами та півсотнею петербурзьких священиків очолив урочисту подяку. Імператорська сім'я виїхала від Зимового палацу у відкритих екіпажах у супроводі двох ескадронів власної кінної гвардії Його Величності та козаків у чорних кафтанах і червоних кавказьких шапках. Цар Микола II вперше після революції 1905 року їхав на публіці. Імператорські гвардійці розкішних уніформах, а військові оркестри грали національний гімн. Під час церемонії з купола злетіли два голуби і на декільна секунд зависли над Миколою II і його сином, що цар сприйняв як Боже благословення своїй династії. Церемонія в Казанському соборі також продемонструвала певний, майже символічний конфлікт між Распутіним і головою Думи Родзянко . Родзянко скаржився на те, що члени Думи сидять за спинами державних радників і сенаторів, що на його думку нижче їхньої гідності. Після скарги церемоніймейстеру, вказавши, що народні збори обрали Михайла царем у 1613 році, їхні місця помінялися місцями з сенаторами. Коли він підійшов до свого нового місця, він виявив, що Распутін займає його крісло. Після палкої суперечки, яка припинилася лише завдяки втручанню старшини, Распутін покинув будівлю в кареті, що чекала. Не менш прем'єр-міністра обурило ставлення суду до обраної влади під час ритуалів трьохсотріччя.
Заводи були закриті на державне свято, а в муніципальних їдальнях роздавали безкоштовні обіди на честь 300-річного ювілею. Ходили чутки, що ломбарди пропонують заставлені речі назад без відсотків, але коли натовп дізнався, що це не так, у кількох ломбардах були розбиті вітрини. 2000 ув'язнених мали бути звільнені за амністією з нагоди річниці, і жінки зібралися біля міських в'язниць, сподіваючись, що їхні чоловіки будуть серед звільнених. Пізніше на площі зібралися великий натовп, щоб подивитися на звукове та світлове шоу. На кіосках продавали пиво та пироги, поруч із романівськими прапорами та сувенірами. У парках були концерти і сквери. Коли настала темрява, Невський проспект «став однією суцільною масою людей. Феєрверки осяяли небо, а вогні „перехрестили“ місто та пронеслися по дахах, затримавшись на деякий час над визначними пам'ятниками. Шпиль Адміралтейства горів, як смолоскип, а Зимовий палац освітлювали три величезні портрети правлячого царя Петра I і засновника династії Михайла I.
Королівська сім'я пробула в столиці тиждень, приймаючи гостей у Зимовому палаці, де довгі черги високопоставлених осіб чекали, щоб представити себе королівській подружжю в концертному залі палацу. У Дворянському зібранні відбувся розкішний бал, де Велика княгиня Ольга була присутня разом з батьками на одному зі своїх перших світських заходів. Ажіотаж викликав її танець полонезу з князем Салтиковим, який порушив етикет, забувши зняти капелюха. У Мар'їнському театрі відбулася гала-постановка п'єси Глінки Життя за царя, яка була помітною під час ювілею. Меріел Б'юкенен, донька британського посла Джорджа Б'юкенена, помітила, як величезна виставка коштовностей і діадем колихалася, як поле маків, коли всі піднялися, щоб привітати царя. Незважаючи на появу колишньої коханки Миколи Матильди Кшесинської, яка вийшла з пенсії, щоб станцювати мазурку, сенсацією вечора став тенор Леонід Собінов, який, замінивши Шаляпіна, був одягнений у костюм як Михайло I Романов — перший колись на сцені був представлений цар Романових. Меріель Б'юкенен також помітили, як бліде віяло цариці тремтіло в її руках, коли вона важко дихала, і як її емоції, здавалося, міцно охопили її; вона також помітила, як невелика хвиля образи прокотилася по театру, коли вона встала і пішла після кількох пошепотів з імператором, щоб її більше не бачили до кінця вечора. Імператриця була напружена через ювілей, і вона часто залишала всі державні функції передчасно. Орландо Файджес зазначає, що це було пов'язано з тим що імператриця не з'являлася на публіці більше десятка разів за десятиліття після того, як її син народився хворим на гемофілію. Крім того, якраз на передодні ювілею стан її сина погіршився, і думка про те, що святкування трьохсотріччя — ідеальна можливість поліпшити громадську думку про царицю, було сприйнято нею лише як зарозуміла і холодна.

### Екскурсія по провінції

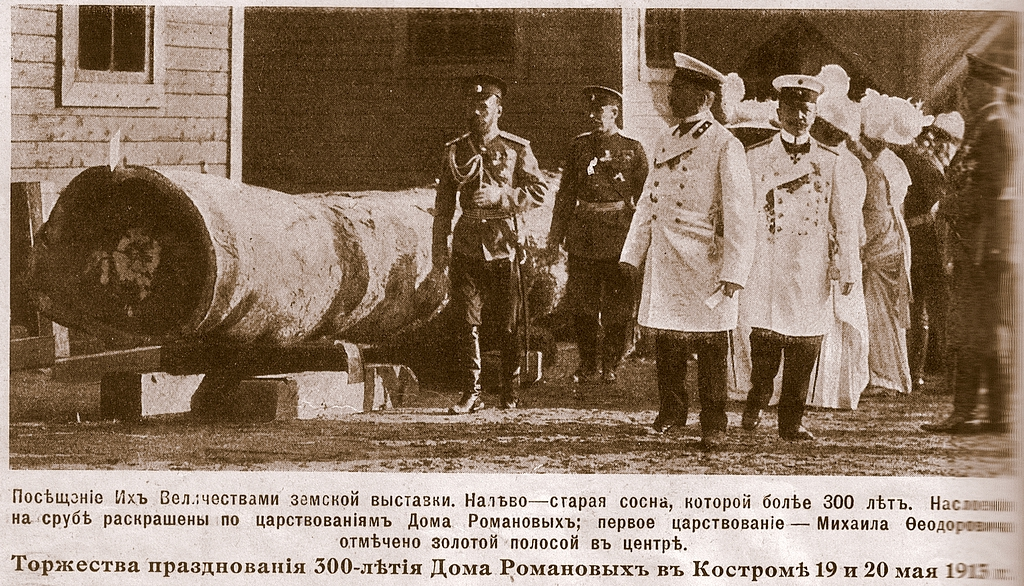
Миколи II в Костромі, поруч з поваленою ювілейною сосною

Через три місяці, у травні, імператорська сім'я вирушила в турне, своєрідне паломництво, за маршрутом Михайла I після його обрання правителем у 1613 році, і турне мало на меті відвідати всі старовинні міста Московії, пов'язані з заснуванням династії Романових. Тур почався в Костромі, куди вони прибули на „флотилії пароплавів“ по Волзі, зустрінуті великим натовпом городян. Тут Миколай відвідав Іпатіївський монастир, де Михайло шукав притулку від навали поляків і громадський воєн у Московії, і показував фотографії з нащадками бояр, які запропонували корону Михайлу. Звідти тур вирушив до Володимира, Нижнього Новгороду та Ярославля, залізницею в розкішному поїзді. До монастирського Суздаля групі довелося їхати на тридцяти відкритих „Рено“, оскільки залізниці не було.

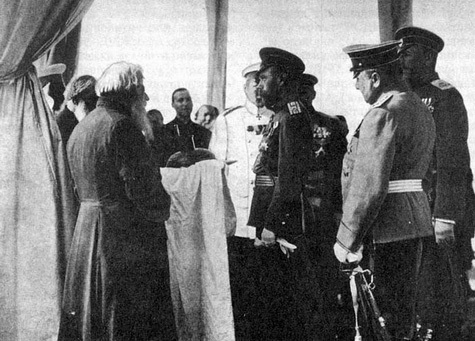
Микола II приймає підношення від старообрядців у Ярославлі

Кульмінацією паломництва стало тріумфальне прибуття Імператорської родини до історичної столиці Москви, після коронації першого правителя Романових, на Олександрівському вокзалі, яку зустрічала велика кількість високопосадовців. Цар сів на білого коня і поїхав на одинці, шістдесят футів випереджаючи решту гостей та свій ескорт з козацької гравдії до Кремля на очах в великого натовпу людей. Тверська вулиця була прикрашенна оксамитовими знаменами зі символікою Романових, що охоплювали бульвари та будинки, котрі були вкриті вимпелами, прапорами та вогнями, У столиці гірляндами було прикрашенно статуї царя, та було святкування ще пишніше, ніж у Петербурзі». Цар зійшов з коня на Червоній площі, місці сходження хресних ходів з усього міста, які стікалися до нього, де він пройшов рядами священиків і для молитви увійшов до Успенського собору. Юнний царевич, разом з іншими членами сім'ї, також мав пройти останні сто ярдів, але через гемофілію втратив свідомість, і його довелося нести козацькій сторожі під вигуки скорби з натовпу. Після цього, за словами історика Орландо Файджеса, «ще один виток пишноти та гастрономії» . Бал у Зборах московського дворянства був особливо пишним, далеко перевершуючи найсміливіші мрії про Голлівуд «. Під час балу імператриця почувалася настільки погано, що ледве могла підвестися, і від непритомності її врятував лише її чоловік Микола II, який втрутився і вчасно відвів її.

## Символізм

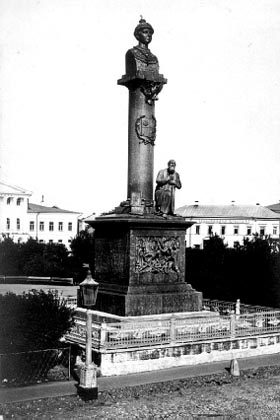
Пам'ятник Михайлу I та Івану Сусаніну в Костромі
(знесений 1917).

Центральною темою святкувань було спілкування між царем і його православними підданими було центральною темою урочистостей. Центральним у цьому був культ російського селянина Івана Сусаніна, який мав показати, що прості російські люди люблять царя. Сусанін жив у маєтку Романових у Костромі і, за легендою, він ввів в оману поляків, які хотіли вбити Михайла Романова на передодні його сходження на престол ціною власного життя. Спектакль „Життя за царя“ ставилися по всій Росії в школах, полках і художній самодіяльності. Брошури та копійчані газети друкували історію Сусаніна до нудоти, а одна газета розповідала, як Сусанін показував кожному солдату, як треба виконувати присягу государеві. Образ селянина XVII ст. ілюструє пам'ятник Романовим у Костромі, де жіноче уособлення Росії благословляє Сусаніна, що стоїть на колінах. У Костромі Миколі II познайомили з групою потьомкінських селян, які вважали себе нащадками Сусаніна.
Ювілейна пропаганда стверджувала, що обрання династії Романових у 1613 році було переломним моментом національного пробудження» і першим реальним актом національної держави Росії. Було сказано, що у виборах брала участь вся країна, і що завдяки їм Романови стали втіленням волі народу. Це знайшло своє відображення зокрема у словах одного пропагандиста, який писав, що дух Росії втілений у її цареві", "Цар виступає перед народом як найвище уявлення про долю та ідеали нації. На практиці це означало, що Росія і династія Романових — це одне й те саме, а Микола II під час ювілею був представлений як втілення Росії. Газета «Новое время» писала з цього приводу що в кожній душі є щось романівське. Щось із душі та духу Дому, який панував 300 років.
Релігійний статус царя в суспільній свідомості також відігравав важливу роль, і його роль як Царя Батюшки як бога на землі. Міф про доброго царя був тим, на що придворні пропагандисти все більше покладалися в міру наростання революційної кризи. Царя зображували як людину скромного способу життя і простих смаків, близько знайомою з кожним селянином і яка піклюється про кожну їхню потребу. До ювілею була опублікована біографія, перша в історії біографія живого царя яка зображала його як батька свого народу, який співчутливо і серйозно стежить за його потребами. Там також писалося, що він присвятив особливу увагу розвитку селянства, що він часто відчував іхні хати, щоб скуштувати їхнього молока і чорного хліба, що він люб'язно розмовляв з селянами на офіційних заходах, після чого селяни перехреститися і почуватися щасливішими до кінця свого життя. У ньому написано про тисячі невидимих ниток, що зосереджуються в серці царя, і ці нитки тягнуться до хатин бідних і до палаців багатих. Його також зображували одягненим у селянське вбрання, він їв селянську їжу, як-от борщ і млинці, і ділився їхніми звичками. Під час святкування трьохсотріччя були зроблені фотографії, як він символічно вклонявся селянству, куштував солдатський пайок або оглядав нові типи плугів. Усе це мало створювати враження, що цар, хоч би якою дрібницею вона була, потрапив під його увагу, і що його вплив був всюдисущим.
Протягом усього ювілею культ Московії XVII століття з її патримоніалізмом (з царем, який володів Росією як приватною вотчиною, вотчиною), особистим правлінням із царем як втіленням Бога на землі та концепцією містичного союзу між Цар-батько та його православні піддані, які шанували і обожнювали його як батька і Бога, все це відіграло центральну роль як лейтмотив урочистостей. На урочистостях символіка царя була в центрі, а всі державні символи відсунуті далеко на другий план.

## Наслідки
Це було описано як феєрія пишноти та величезна пропагандистська дія, здійснена династією Романових у нестабільний час для монархії. Серед його головних цілей було викликати пошану та народну підтримку принципу самодержавства, а також переосмислення минулого, повторити епос народного царя, щоб надати монархії міфічної історичної легітимності. і образ тривалої постійності в цей тривожний час, коли її право на владу кидається під сумнів новою демократією Росії. словами Файджеса, це був відхід до минулого, сподіваючись, що воно врятує їх від майбутнього.
Успіх святкувань зміцнив довіру в амбіцій царя як народного самодержця, оскільки цар повернувся з подорожі, заявивши, що «мій народ любить мене». Його дружина, цариця Олександра, писала йому, що ці події показали, що державні міністри, які постійно погрожували цареві розмовами про революцію, були боягузами, оскільки їм потрібно було лише показати себе, і одразу ж їхні серця належать нам. Файджес зазначає, що єдиним, кого переконали ілюзії ювілею, був сам суд. Микола почав шукати способи наблизитися до своєї мрії про особисте правління, і це також породило розмови про подорожі внутрішніми територіями Росії, плавання по Волзі або відвідування Кавказу чи Сибіру. Він також думав про те, щоб закрити Думу, натхненний своїм більш реакційними міністрами, або перетворення її на дорадчий орган, накшталт як Московського земського собору 1500-х років.
Федору Лінде, сержанту Фінляндського полку, було дозволено повернутися до Росії за амністією, щоб відсвяткувати трьохсотріччя свого заслання за участь в організації академічного легіону разом із соціал-демократами для поширення пропаганди серед робітничого класу.

### Іноземні реакції
Втім, не лише суд був «зметений» риторикою ювілею. Лондонська газета «Таймс» у спеціальному випуску, присвяченому ювілею, написала про трьохсотріччя, що "жодна надія не здається надто впевненою чи надто яскравою щодо майбутнього Романових. Також повідомляється, що марки із зображенням царя, виготовлені на честь ювілею, довелося відкликати, коли деякі поштові службовці роялістів відмовилися відбити стираючий штемпель на цих святих образах. Він дійшов висновоку, що «ці лояльні та надзвичайно поважні сумніви характерні для розуму величезних мас російського народу. Британське міністерство закордонних справ погодилося, написавши, що „ніщо не може перевершити прихильність і відданість особі Імператора, які демонструє населення, де б не з'являвся Його Величність“. Немає сумніву, що в цій сильній прихильності мас … до особи імператора полягає велика сила російського самодержавства».

## Список Літератури
1. ↑  Р, Андрей (8 червня 2016). ГЛАВНЫЕ ЗАСЛУГИ ИМПЕРАТОРА НИКОЛАЯ II. MOIARUSSIA (рос.). Архів оригіналу за 11 жовтня 2020. Процитовано 6 жовтня 2020.
2. ↑  Figes, p. 6–7
3. ↑  Figes, p. 9
4. ↑  Figes, p. 3
5. ↑  Figes, p. 4
6. ↑  Figes, p. 4–5
7. 1 2 3  Figes, s. 6
8. ↑  Figes, p. 24
9. ↑  Figes, p. 11
10. ↑  Figes, p. 11–12